# Luis José Rueda Aparicio
Luis José Rueda kardinál Aparicio (* 3. března 1962, San Gil, Santander, Kolumbie) je kolumbijský římskokatolický kněz, arcibiskup bogotský a předseda Kolumbijské biskupské konference.

## Život
Kněžské svěcení přijal 23. listopadu 1989, inkardinován byl do Diecéze Socorro e San Gil. Krátce po svěcení byl vyslán do Říma, kde studoval na Alfonsianě, kde získal licenciát z morální teologie. Dne 2. února 2012 jej papež Benedikt XVI. jmenoval biskupem diecéze Montelíbano a 14. dubna téhož roku mu tehdejší apoštolský nuncius v Kolumbii Aldo Cavalli udělil biskupské svěcení. 19. května 2018 ho papež František jmenoval arcibiskupem arcidiecéze Popayán. Arcibiskupem Bogoty byl jmenován 25. dubna 2020. O rok později, 4. července 2021, byl zvolen předsedou Kolumbijské biskupské konference.
Arcibiskup Rueda Aparicio je členem Řádu Božího hrobu a od roku 2020 velkopřevorem kolumbijského místodržitelství.

### Kardinálem
Dne 9. července 2023 na závěr modlitby Anděl Páně oznámil papež František, že jmenuje 21 nových kardinálů, mezi nimi také Mons. Ruedu Aparicia. V konzistoři dne dne 30. září 2023 jej také skutečně jmenoval.